# Billy Talent II
Albums de Billy Talent
Billy Talent Live from the UK
Singles
1. Devil in a Midnight Mass
Sortie : 15 juillet 2006
2. Red Flag (single)
Sortie : 11 septembre 2006
3. Fallen Leaves
Sortie : 19 novembre 2006
4. Surrender
Sortie : 2 avril 2007
5. This Suffering
Sortie : 26 novembre 2007

Billy Talent II est le troisième album du groupe rock canadien Billy Talent (le premier, Watoosh! ayant été enregistré sous leur ancien nom de Pezz), lancé le 27 juin 2006. L'album a atteint immédiatement la première place des ventes au Canada et en Allemagne. D'ailleurs, celui-ci a été certifié double disque de platine au Canada, en janvier 2007. Il a cependant connu un succès mitigé aux États-Unis, ne raflant que la 134e place du Billboard 200.
Jon Gallant a admis que la chanson Sympathy était reliée à leur mécontentement de l'élection de Stephen Harper comme Premier ministre du Canada [réf. nécessaire].

## Liste des Chansons
| No  | Titre                    | Durée |
| --- | ------------------------ | ----- |
| 1.  | Devil in a Midnight Mass | 2:52  |
| 2.  | Red Flag                 | 3:16  |
| 3.  | This Suffering           | 3:56  |
| 4.  | Worker Bees              | 3:44  |
| 5.  | Pins & Needles           | 3:11  |
| 6.  | Fallen Leaves            | 3:19  |
| 7.  | Where Is the Line?       | 3:49  |
| 8.  | Covered in Cowardice     | 4:12  |
| 9.  | Surrender                | 4:06  |
| 10. | The Navy Song            | 4:31  |
| 11. | Perfect World            | 3:06  |
| 12. | Sympathy                 | 3:18  |
| 13. | Burn the Evidence        | 3:40  |

### Chansons Bonus
1. Beach Balls - 3:51 (Aux États-Unis seulement) originellement sur l'album Try Honesty EP.
2. When I Was a Little Girl - 2:11 (Aux États-Unis seulement) originellement sur l'album Watoosh!.
3. Ever Fallen In Love? (With Someone You Shouldn't've) (reprise du The Buzzcocks).

## Classements

### Album
| Album           | Position dans les charts | Position dans les charts | Position dans les charts | Position dans les charts | Position dans les charts | Position dans les charts | Position dans les charts | Position dans les charts | Position dans les charts |
| Album           | Drapeau du Canada        | Drapeau des États-Unis   | Europe                   | Drapeau du Royaume-Uni   | Drapeau de l'Allemagne   | Drapeau de l'Autriche    | Drapeau de la Suisse     | Drapeau de la Finlande   | Drapeau de la Belgique   |
| --------------- | ------------------------ | ------------------------ | ------------------------ | ------------------------ | ------------------------ | ------------------------ | ------------------------ | ------------------------ | ------------------------ |
| Billy Talent II | 1                        | 134                      | 7                        | 46                       | 1                        | 4                        | 31                       | 22                       | 80                       |

### Singles
| Single                   | Position dans les charts | Position dans les charts | Position dans les charts | Position dans les charts | Position dans les charts | Position dans les charts |
| Single                   | Drapeau du Canada        | Drapeau du Royaume-Uni   | Drapeau de l'Autriche    | Drapeau de la Suisse     | Drapeau de la Belgique   |                          |
| ------------------------ | ------------------------ | ------------------------ | ------------------------ | ------------------------ | ------------------------ | ------------------------ |
| Devil In a Midnight Mass | -                        | 66                       | -                        | -                        | -                        |                          |
| Red Flag                 | -                        | 49                       | 19                       | -                        | -                        |                          |
| Fallen Leaves            | 22                       | -                        | 34                       | 91                       | 18                       |                          |
| Surrender                | 22                       | -                        | 45                       | -                        | 10                       |                          |
| This Suffering           | -                        | -                        | -                        | -                        | -                        |                          |